# Seixemetka
Seixemetka (Sšm.t k3, "la que va dirigir el Ka") va ser una reina egípcia de la I Dinastia. Era una esposa del faraó Den i la mare d'Anedjib. Els seus títols reials eren "Gran del ceptre d'hetes" (Wr.t-ḥts), "La que veu Horus" (Rmn-Ḥr.(w)), "La que porta Seth" (Rnm.t-Stš).
El poc que se sap d'ella és gràcies a una estela descoberta prop de la tomba de Den a Abidós que avui es troba ara a l'Institut Oriental de Chicago (número d'inventari 5863). Aquesta estela funerària amida 32 cm d'alt per 19,5 cm d'ample. Seixemetka no va ser l'única reina identificada a partir d'esteles funeràries. Altres reines l'estela funerària de les quals es va trobar prop de la tomba de Den són Semat i Serethor. D'aquestes reines, segurament dones del rei Den, no se'n sap res més que els seus noms i títols.
Per la seva banda, l'egiptòleg alemany Wolfram Grajetzki (referenciant als egiptòlegs Petrie, Troy i Roth) considera a Seixemetka una esposa del rei Djer i afirma que hauria estat enterrada prop del complex funerari de Djer a Umm al-Qa'ab, a Abidós.